# Trucidophora feldhaarae
Trucidophora feldhaarae är en tvåvingeart som beskrevs av Ronald Henry Lambert Disney 2006. Trucidophora feldhaarae ingår i släktet Trucidophora och familjen puckelflugor. Inga underarter finns listade i Catalogue of Life.